# Ałła Dżyojewa
Ałła Aleksandrowna Dżyojewa (oset. Джиоты Алыксандыры чызг Аллæ, Dżioty Alyksandyry czyzg Alla; ros. Алла Александровна Джиоева; ur. 23 sierpnia 1949 w Cchinwali) – osetyjska nauczycielka i polityk, minister edukacji w latach 2002–2008, kandydatka w wyborach prezydenckich w 2011.

## Życiorys
Ałła Dżyojewa urodziła się w 1949 w Cchinwali. Od 1955 do 1966 uczęszczała tam do szkoły podstawowej i średniej. W 1967 rozpoczęła studia w Instytucie Pedagogicznym Osetii Południowej. Naukę kontynuowała na Narodowym Uniwersytecie Odeskim im. Ilii Miecznikowa, który ukończyła w 1974. Po studiach pracowała w zawodzie nauczycielki. Uczyła języka rosyjskiego i literatury w szkole średniej w Cchinwali. W późniejszym czasie została dyrektorką placówki, funkcję tę pełniła do 2002.
W 2002 została mianowana ministrem edukacji w rządzie Osetii Południowej. W lutym 2008 została odwołana ze stanowiska i oskarżona o nadużycie władzy, w tym nieprawidłowości finansowe w ministerstwie. W kwietniu 2010 została skazana na karę 2 lat i 2 miesięcy pozbawienia wolności w zawieszeniu oraz karę grzywny w wysokości 120 tys. rubli. Według samej skazanej zarzuty miały charakter polityczny.

## Wybory prezydenckie
W październiku 2011 została kandydatką w wyborach prezydenckich, startując jako niezależna. Uzyskała jednak poparcie ze strony grona polityków opozycyjnych wobec prezydenta Eduarda Kokojtego. Z tego powodu bywała określana „kandydatką opozycji”.
W pierwszej turze wyborów 13 listopada 2011 zajęła drugie miejsce, zdobywając 25,37% głosów i tylko nieznacznie przegrywając z faworytem sondaży i kandydatem władz, Anatolijem Bibiłowem, który uzyskał 25,44% głosów poparcia.
W drugiej turze głosowania 27 listopada 2011, według wstępnych wyników ogłoszonych następnego dnia przez komisję wyborczą (spośród 75 z 84 okręgów wyborczych), uzyskała 56,7% głosów, podczas gdy Anatolij Bibiłow 40% głosów. Bibiłow zakwestionował jednak podane wyniki i złożył skargę wyborczą do Sądu Najwyższego, oskarżając sztab Dżyojewej o fałszerstwa wyborcze, w tym zastraszanie wyborców i wręczanie łapówek. Jeszcze tego samego dnia sąd wstrzymał dalsze ogłaszanie wyników wyborów do czasu rozpatrzenia skargi. Dżyojewa odrzuciła oskarżenia i wezwała rywala do wykazania się obywatelską postawą i akceptacji porażki.
29 listopada 2011 Sąd Najwyższy unieważnił drugą turę wyborów z powodu „naruszenia prawa przez zwolenników Dżyojewej w czasie głosowania”, w tym zastraszanie wyborców. Nakazał powtórzenie całego procesu wyborczego, zakazując Dżyojewej, zgodnie z obowiązującym prawem, ponownego startu ze względu na złamanie prawa przez jej sztab. Parlament nową datę wyborów wyznaczył na 25 marca 2012.
Anulowanie wyników drugiej tury głosowania doprowadziło do masowych protestów społecznych w Cchinwali. Dżyojewa nie uznała decyzji sądu i zapowiedziała utworzenie własnej, niezależnej administracji. W celu zażegnania kryzysu politycznego 9 grudnia 2011 prezydent Kokojty podpisał porozumienie z opozycją, zgodnie z którym miał ustąpić ze stanowiska, a jego obowiązki do czasu nowych wyborów prezydenckich miał przejąć premier Wadim Browcew. Ze stanowisk mieli zostać również odwołani związani z Kokojtym prokurator generalny oraz prezes Sądu Najwyższego. W zamian opozycja zobowiązała się do zakończenia protestów, a Ałła Dżyojewa miała zostać uprawniona do startu w wyborach prezydenckich, wbrew wcześniejszej decyzji Sądu Najwyższego. 10 grudnia 2011 Kokojty, zgodnie z treścią porozumienia, podał się do dymisji.
Ze stanowisk nie zrezygnowali natomiast prokurator generalny oraz prezes Sądu Najwyższego, co poskutkowało odrzuceniem porozumienia przez obóz Dżyojewej. Nie uznała ona decyzji sądu i legalności nowych wyborów zaplanowanych ostatecznie na 25 marca 2012. Wezwała swoich zwolenników do dalszych protestów, obwołując się przy tym prawomocnym prezydentem Osetii Południowej. Swoją inaugurację zaplanowała na 10 lutego 2012. Dzień wcześniej została zatrzymana przez służby bezpieczeństwa, a demonstracja jej zwolenników rozbita. Z powodu kłopotów zdrowotnych została hospitalizowana. Nie wzięła udziału w kolejnych wyborach prezydenckich. 6 lutego 2012 decyzję o niestartowaniu w nowych wyborach podjął również Anatolij Bibiłow. Wybory prezydenckie w 2012 wygrał Leonid Tibiłow.
Ałła Dżyojewa jest zamężna, ma dwoje dzieci.